# 浅井澄子
浅井 澄子（あさい すみこ、1958年 - ）は、日本の政治経済学者。明治大学政治経済学部教授。公益事業学会学会賞、大川出版賞等受賞。

## 人物・経歴
明治大学政治経済学部を卒業後、埼玉大学大学院政策科学研究科修士課程を修了。大学院修了後、郵政省に入省。1999年3月25日に大阪大学より博士（国際公共政策）の学位を取得した。
同年4月から2002年3月まで郵政省郵政研究所客員研究官を務め、大妻女子大学社会情報学部准教授、大妻女子大学社会情報学部教授を経て、明治大学政治経済学部教授に着任。
2001年11月から2006年11月まで、総務省紛争処理委員会特別委員。2008年7月から2010年6月まで、多摩市情報公開･個人情報保護運営審議会委員。2013年4月から2015年3月まで、公正取引委員会競争政策研究センター客員研究員。

## 受賞
- 1997年11月：大川出版賞[5]
- 1998年7月：公益事業学会奨励賞[5]
- 2005年7月：公益事業学会学会賞[5]
- 2012年6月：情報通信学会論文賞[5]
- 2015年3月：電気通信普及財団テレコム社会科学賞奨励賞[5]
- 2020年1月：連合駿台会学術賞[5]

## 著作
- 『電気通信事業の経済分析 : 米国の競争政策 (郵政研究所研究叢書)』日本評論社、1997年3月
- 『電気通信事業の経済分析 : 日米の比較分析 増補改訂版 (郵政研究所研究叢書)』日本評論社、1999年6月
- 『情報通信の政策評価 : 米国通信法の解説』日本評論社、2001年7月
- 『情報産業の統合とモジュール化』日本評論社、2004年12月
- 『コンテンツの多様性 : 多様な情報に接しているのか』白桃書房、2013年11月
- 『書籍市場の経済分析』日本評論社、2019年8月
- 『オープンアクセスジャーナルの実証分析』日本評論社、2023年5月